# Condado de Clark (Washington)
O Condado de Clark (em inglês:  Clark County) é um dos 39 condados do estado americano de Washington. A sede e maior cidade do condado é Vancouver. Foi fundado em 20 de agosto de 1845.
O condado possui uma área de 1 700 km², dos quais 1 629 km² estão cobertos por terra e 70 km² por água, uma população de 425 363 habitantes, e uma densidade populacional de 261,1 hab/km² (segundo o censo nacional de 2010). É o quinto condado mais populoso de Washington.